# Катарина Бенедетић
Катарина Бенедетић је српска сликарка.

## Биографија
Рођена је у Београду. Дипломирала је сликарство 1985. године на Факултету ликовних уметности Универзитета уметности у Београду и магистрирала је код професора Бранка Протића. Члан је Удружења ликовних уметника Србије од 1983. Добитница је стипендије Министарства културе и информисања Републике Србије. Од 1994. године изводи зидне слике, оптичке варке, мурале и реализује низ модерних фресака. На пољу савременог сликарства и инсталације користи различите технике и материјале. Награђена је 2013. године на конкурсу за сликарство у Италији. Многи од њених изведених радова се налазе у приватним колекцијама и културним фондацијама широм света. Тренутно ради у Италији.